# Lawe Kongkir
Lawe Kongkir is een bestuurslaag in het regentschap Aceh Tenggara van de provincie Atjeh, Indonesië. Lawe Kongkir telt 640 inwoners (volkstelling 2010).